# Dostoyevski (serie de televisión)
Dostoyevski (en ruso: Достоевский) es una serie de televisión rusa de 2011. Se basa en la vida del escritor Fiódor Dostoievski. Fue transmitida por el canal ruso Rossiya 1. En España se lanzó en DVD  en agosto de 2012.  En 2014, la serie fue emitida en México por Canal 22, desde el 31 de agosto hasta el 19 de octubre.

## Argumento
En 1849, Dostoyevski es detenido tras ser acusado de conspirar contra el zar. Se le perdona la vida a cambio de 5 años de trabajos forzados en Siberia. Esta experiencia será de vital importancia en la temática de su futuras novelas. La serie abarca la vida del escritor desde 1849 hasta sus últimos días. 

## Reparto
| Actor                    | Personaje                                                                                                  |
| ------------------------ | --- |
| Yevgueni Mirónov         | Fiódor Dostoyevski                                                                                         |
| Chulpán Jamátova         | María Isáyeva, primera esposa de Dostoyevski                                                               |
| Alla Yugánova            | Anna Snítkina, segunda esposa de Dostoyevski                                                               |
| Olga Smirnova            | Polina Súslova                                                                                             |
| Darya Moroz              | Sáshenka Shubert, actriz                                                                                   |
| Aleksandr Domogárov      | Aleksandr Isáyev                                                                                           |
| Valentina Talýzina       | Aleksandra Fiódorovna Kumánina, tía de Dostoyevski                                                         |
| Yuri Stepánov            | oficial de la prisión                                                                                      |
| Katerina Vasílieva       | Avdotya Panáieva                                                                                           |
| Yevguenia Bordzilóvskaya | Frau Marta, enfermera e institutriz de la hija de Fiódor Dostoyevski                                       |
| Dmitri Pevtsov           | Stepán Yanovski                                                                                            |
| Irina Rózanova           | Lizaveta Fiódorovna Korvin-Krukóvskaya                                                                     |
| Yelizaveta Arzamásova    | Sofía Korvin-Krukóvskaya                                                                                   |
| Yekaterina Vilkova       | Anna Vasílievna Korvin-Krukóvskaya, hija mayor de Lizaveta Fiódorovna (futura revolucionaria Anna Jaclard) |
| Vladímir Záitsev         | general Vasili Vasílievich Korvin-Krukovski                                                                |
| Mari Burenkova           | Kaláshnitsa o vendedora de Kalach                                                                          |
| Maksim Vinográdov        | joven Dostoyevski                                                                                          |
| Vladímir Símonov         | escritor Iván Turguénev                                                                                    |
| Aleksandr Petrov         | artista Vasili Perov                                                                                       |
| Valeri Kujareshin        | poeta Nikolái Nekrásov                                                                                     |
| Serguéi Taramáyev        | Mijaíl Dostoyevski, hermano de Fiódor                                                                      |
| Kirill Zhandárov         | |
| Nadezhda Tolubéyeva      | |
| Daniil Zandberg          | Vladímir Soloviov                                                                                          |
| Aram Karajanyán          | Kagán, preso de la cárcel                                                                                  |
| Aleksandr Samóilenko     | Gazin, preso de la cárcel                                                                                  |
| Danila Starokózhev       | Pasha (de niño), hijo de María Isáyeva                                                                     |
| Natalia Verova           | monja |
| Aleksandr Kalko          | camarero de tren                                                                                           |
| Yegor Koreshkov          | Dmitri Grigoróvich                                                                                         |
| Vladímir Kochúrov        | |
| María Kunaj              | |
| Dmitri Lunev             | |
| Aleksandr Nikoláienko    | comerciante                                                                                                |
| Aleksandr Notkin         | |
| Zhanna Petrúnina         | doncella                                                                                                   |
| Maksim Terletski         | |
| Avangard Leóntiev        | prestamista alemán                                                                                         |
| Rustam Abdrashítov       | maydánschik                                                                                                |
| Alekséi Morózov          | estudiante                                                                                                 |
| Andréi Schukin           | posadero de Baden-Baden                                                                                    |
| Stepán Morózov           | Vergunov                                                                                                   |
| Román Madyánov           | editor Fiódor Stellovski                                                                                   |
| Pável Barshak            | barón Aleksandr Yegórovich Vránguel, fiscal del óblast de Semipalátinsk                                    |
| Alekséi Zelenski         | Grigori Ivánovich Bazilévich, jefe de policía de Semipalátinsk                                             |

## Premios
En 2012, Dostoyevski ganó el Águila dorada, premio otorgado por la Academia nacional de artes y ciencias cinematográficas de Rusia, a la Mejor serie de televisión (no más de 10 episodios).